# Порт о Пренс
Порт о Пренс (фр. Port-au-Prince, креолски: Pòtoprens, шп. Puerto Príncipe, Принчевска лука) је главни град државе Хаити. Порт о Пренс је основан 1749. године, а 1770. године је заменио Кап Франс (данашњи Кап Хаитијен) на месту главног града француске колоније Сент Доминик. Године 1804. Порт о Пренс је постао главни град нове независне државе Хаити. Током Француске револуције град је носио име Порт Републикан, пре него што му је цар Жак I дао име Порт о Пренс. Када је држава подељено на краљевство Хаити на северу и републике на југу, Порт о Пренс је главни град републике. Порт о Пренс је културно средиште земље. Овде се налази Државни универзитет Хаитија. Град је економски и финансијски центар државе, најважнија лука у земљи, преко које се извозе кафа и шећер.
Град се налази у заливу Гонав: који је природна лука. У тој области је постојала одржива економска активност од времена цивилизације Аравака. Први пут је био инкорпориран под Француском колонијалном влашћу 1749. године. Изглед града је сличан распореду амфитеатра; комерцијални дистрикти су у близини воде, док се стамбене четврти налазе на брдима изнад. Величину његовог становништва је тешко утврдити због брзог растућих картонских насеља на околним брдима. Према недавним проценама се процењује да метрополитенска област садржи око 3,7 милиона становника, што је скоро половина становништва те земље. Град је катастрофално страдао у девастирајућем земљотресу из 2010. године, са великим бројем оштећених и уништених структура. Према процени Хаићанске владе било је око 230.000 смртних случајева.

## Етимологија
Port-au-Prince дословно значи „Принчева лука”, али је нејасно који је принц био почасник. Теорија каже да је то место названо по Le Prince, броду којим је капетан де Сен-Андре стигао у то подручје 1706. године. Међутим, острвца у заливу су већ била позната као les îlets du Prince 1680, пре доласка његовог брода. Поред тога, лука и околни регион наставили су да буду познати као Hôpital, названи по филибастерској болници.

## Географија

### Клима
Порт о Пренс има тропско влажну и суву климу и релативно константну температуру током целе године. Влажна сезона траје од марта до новембра, мада град доживљава релативну паузу падавина током јула месеца. Сува сезона града покрива преостала три месеца. Порт о Пренс генерално има благо топле и влажне временске прилике током суве сезоне, и веома топле и влажне прилике током влажне сезоне.
| Клима Порт о Пренса           | Клима Порт о Пренса | Клима Порт о Пренса | Клима Порт о Пренса | Клима Порт о Пренса | Клима Порт о Пренса | Клима Порт о Пренса | Клима Порт о Пренса | Клима Порт о Пренса | Клима Порт о Пренса | Клима Порт о Пренса | Клима Порт о Пренса | Клима Порт о Пренса | Клима Порт о Пренса |
| Показатељ \ Месец             | .Јан.               | .Феб.               | .Мар.               | .Апр.               | .Мај.               | .Јун.               | .Јул.               | .Авг.               | .Сеп.               | .Окт.               | .Нов.               | .Дец.               | .Год.               |
| ----------------------------- | ------------------- | ------------------- | ------------------- | ------------------- | ------------------- | ------------------- | ------------------- | ------------------- | ------------------- | ------------------- | ------------------- | ------------------- | ------------------- |
| Максимум, °C (°F)             | 31 (88)             | 31 (88)             | 32 (90)             | 32 (90)             | 33 (91)             | 35 (95)             | 35 (95)             | 35 (95)             | 34 (93)             | 33 (91)             | 32 (90)             | 31 (88)             | 32,8 (91,2)         |
| Просек, °C (°F)               | 27 (81)             | 26,5 (79,7)         | 27 (81)             | 28 (82)             | 28 (82)             | 30 (86)             | 30 (86)             | 29,5 (85,1)         | 28 (82)             | 28 (82)             | 27 (81)             | 26,5 (79,7)         | 27,96 (82,29)       |
| Минимум, °C (°F)              | 23 (73)             | 22 (72)             | 22 (72)             | 23 (73)             | 23 (73)             | 24 (75)             | 25 (77)             | 24 (75)             | 24 (75)             | 24 (75)             | 23 (73)             | 22 (72)             | 23,3 (73,8)         |
| Количина кише, mm (in)        | 33 (1,3)            | 58 (2,28)           | 86 (3,39)           | 160 (6,3)           | 231 (9,09)          | 102 (4,02)          | 74 (2,91)           | 145 (5,71)          | 175 (6,89)          | 170 (6,69)          | 86 (3,39)           | 33 (1,3)            | 1,353 (53,27)       |
| Дани са кишом (≥ 1 mm)        | 3                   | 5                   | 7                   | 11                  | 13                  | 8                   | 7                   | 11                  | 12                  | 12                  | 7                   | 3                   | 99                  |
| Сунчани сати — месечни просек | 279,0               | 254,2               | 279,0               | 273,0               | 251,1               | 237,0               | 279,0               | 282,1               | 246,0               | 251,1               | 240,0               | 244,9               | 3.116,4             |
| Извор: Climate & Temperature  |                     |                     |                     |                     |                     |                     |                     |                     |                     |                     |                     |                     |                     |

## Историја
Пре доласка Кристифора Колумба, острво Хиспаниола су насељавали су људи познати као Таино, који су доспели тамо око 2600. п. н. е. у великим кануима. Верује се да потичу пре свега из данашње источне Венецуеле. До тренутка када је Колумбо стигао 1492. године не, регион је био под контролом Бохечиа, Таино касика (поглавица) Ксараге. Он, као и његови преци, избегавао је насељавање преблизу обале. Таква насеља би се показала примамљивим циљевима за Карибе, који су живели на суседним острвима. Уместо тога, регион је служио као ловиште. У то време је становништво региона бројало приближно 400.000, међутим Таини су нестали у року од 30 година од приспећа Шпанаца.
Порт о Пренс су 1749. основали француски плантажери шећерне трске. Године 1770, овај град је постао престоница француске колоније Хаити, уместо града Кап Франсес (данас Кап Аитјен). Од стицања независности 1804, Порт о Пренс је главни град независног Хаитија.
Порт о Пренс су у годинама 1751. 1770. и 12. јануара 2010. године погодили земљотреси последњи најјачи је био магнитуде 7,0 Меркалијеве скале, који се догодио на око 16 km југозападно од Порт о Пренса. Град је такорећи уништен и између осталог председничка палата, катедрала, болнице и неколико зграда министарства. На основу владиних претпоставки умрло је 215.000 људи.

## Становништво
| Година       |
| Становништво |
| ------------ |

## Грађевине
Најзначајније грађевине у Порт о Пренсу су биле председничка палата, национална палата, катедрала које су уништене у земљотресу 12. јануара 2010. године.

## Привреда
У Порт о Пренсу се производи храна, текстил, цемент и тако је ту развијена текстилна индустрија, памучна, прехрамбена,(шећерна, као и производња рума, дуванска индустрија и пржење кафе), производња метала, бродоградња, хемија и производња обуће.

### Саобраћај
Порт о Пренс је велика раскрсница значајних путева и чвориште железничког саобраћаја. Међународна лука у Порт о Пренсу је лука која има већи саобраћај од било које друге луке у земљи и ту су инсталиране велике дизалице и све је то после земљотреса такорећи неупотребљиво. У Порт о Пренсу се налази интернационални аеродром Тоусаинт Лувретур. Овај интернационални аеродром је отворен 1940. године док је проширење аеродрома направљено 1965. године и једини је аеродром у земљи на коју могу слетети и млазни авиони тако да је он вршио увек већи део авио-саобраћаја у земљи.

## Култура
Државни универзитет Хаитија је основан 1920.

## Партнерски градови
- Монтреал, Квебек[12]
- Батон Руж, Луизијана[13]
- Шарлот, Северна Каролина[13][14]
- Мајами, Флорида[15]